# نيل ماسون
نيل ماسون (بالإنجليزية: Neil Mason)‏ هو مدير فني أمريكي، ولد في 9 مارس 1977 في أونتاريو في كندا.

## روابط خارجية
- نيل ماسون على موقع قاعدة بيانات الكرة الطائرة الشاطئية (الإنجليزية)
- نيل ماسون على موقع اللجنة الأولمبية والبارالمبية الأمريكية (الإنجليزية)